# Les quinze roses de Grazalema
Les quinze roses de Grazalema van ser un grup de jornaleres republicanes, entre 18 i 61 anys, algunes embarassades, del municipi de Grazalema (Província de Cadis) torturades, violades i assassinades per les tropes de l'exèrcit Franquista el febrer de 1937.
Arran del Cop d'estat del 18 de juliol de 1936 i en els dies posteriors, les tropes Franquistes van ocupar Sevilla, on van establir la base per llençar les ofensives contra Huelva, Màlaga i Madrid (per Extremadura). L'exèrcit, els legionaris i les milícies feixistes, encoratjats per les proclames que el General Queipo de Llano emetia per radio Sevilla, van instaurar un règim de terror deixant a llur pas milers de morts anònims, enterrats en cunetes i fosses comunes.
A Grazalema no va triomfar el cop d'estat i els habitants van quedar, durant dos mesos, sota control de les milícies republicanes regits per dues comissions, la d'abastiments i la de defensa. El 12 de setembre el poble va ser bombardejat i, malgrat la defensa aferrissada dels republicans, el dia següent el grup de Regulars de Larraix, comandats per Ignacio Caballero Muñoz, van ocupar el poble. L'endemà ho va fer la Primera Bandera de Falange de Cadis, comandada per Fernando Zamacola Abrisqueta i el dia 15, amb l'atac dels Regulares de la Columna de Arcos, es va consumar rendició. Immediatament va ser aplicat el Bando de Guerra i es va desfermar la repressió. Un informe de l'any 1941 documenta la mort de 209 persones a mans dels colpistes.
A l'inici de 1937 moltes de les famílies que havien fugit van acabar tornant a casa. Va ser llavors quan es van intensificar les delacions "patriòtiques" sota  les quals es van encobrir rencúnies i venjances personals.
Salud Alberto Barea, Catalina Alcaraz Godoy, Isabel Atienza Gomez, Teresa Castro Ramírez, Josefa de Jesús Gómez, Isabel Barea Rincón, Maria Barea Rincón, Ana Fernández Ramírez, Cristina Carrillo Torres, Lolita Gómez, Maria Josefa Nogales, Teresa Menacho Palacios, Antonia Pérez Vega, Maria Isabel Román Montes, Natividad Vilches, totes elles camperoles, ramaderes o texidores de llana, no afiliades a cap partit o sindicat, van ser interrogades i en negar-se a donar informació sobre llurs familiars, van ser arrossegades pels falangistes, violades, rapades, obligades a beure oli de ricí, escarnides i passejades mig nues per tot el poble abans de ser carregades en una camioneta i, juntament amb el nen Francisco Peña García el Bizarrito, transportades fins el Km. 57 de la carretera de Ronda, on després d'obligar el noiet a cavar un sot, van ser tots massacrats amb armes de foc, cops da pala, destrals i armes blanques. Llurs cossos van ser abandonats en un forn que hi havia a la zona, fins que els alguns veïns es van atrevir a anar-hi i cobrir amb pedres els cadàvers, per evitar que fossin devorats pels animals.
No va ser fins al 1978 que el primer alcalde democràtic Antonio Mateos va començar a indagar sobre aquells fets. El 2008 van ser localitzats els cossos, acumulats en una petita fossa clandestina, en uns treballs dirigits pels arqueòlegs Jesús Lopez i Jesús Román. El 2009, setanta-tres anys després dels fets, es van promoure actes de reconeixement i reparació de les víctimes.
El 2016 es va estrenar el documental basat en les recerques de David Doña, Sucedió en Grazalema, patrocinat per la Diputació de Cadis.